# Oxymore
Oxymore es el vigésimo segundo álbum de estudio del músico y compositor francés Jean-Michel Jarre. Fue lanzado el 21 de octubre de 2022 a través de Sony y Columbia.

## Antecedentes
Originalmente, Jarre había planeando una colaboración con el también compositor francés Pierre Henry, quien fuera una de las influencias de Jarre. Sin embargo, Henry murió en 2017, y la colaboración nunca se completó. Antes de su fallecimiento, Henry había grabado algunos fragmentos de sonido para la colaboración, que Jarre utilizó para el álbum y añadió sus propias composiciones encima.
Jarre también se inspiró en el movimiento francés “Música concreta”, un género que utiliza sonidos grabados como materia prima.
Jarre afirmó que el verdadero sonido no es estéreo sino que se puede escuchar en 360 grados. Afirmó que el álbum se puede escuchar mejor con auriculares o sistemas de audio más avanzados.
"Brutalism" fue el primer sencillo del álbum. A los días de su lanzamiento, se lanzó un remix del tema junto al músico integrante de la banda Depeche Mode, Martin Gore, llamado "Brutalism Take 2". Este, junto a otros remixes del álbum con la colaboración de diversos artistas, se compilaron en el álbum OxymoReworks lanzado el 3 de noviembre de 2023.
Junto con el lanzamiento del álbum, se lanza el mundo virtual "Oxyville". Fue desarrollado por la empresa francesa VRROOM y fue lanzado el 24 de octubre de 2022, en un show en vivo por realidad virtual brindado por el propio Jarre donde interpreta todos los temas del álbum, y que fue transmitido en simultáneo en realidad virtual y en 2D a través de YouTube y otras redes sociales del artista. El proyecto VR, producido por Jean-Michel Jarre y Louis Cacciuttolo, diseñado por el director de arte Pavel Pavlyukov y dirigido por Georgy Molodtsov, recibió los premios Webby - People's Voice Winner en la categoría de "Metaverso, inmersivo y virtual / Mejor diseño experiencial" en 2023, premio que el 2022 ya había sido nominado y recibido mención honrosa. Otros galardones del mundo virtual fueron la mención honorífica en el Festival de Cine de Raindance, el Premio Stereopsia Crystal Owl al mejor diseño de producción, y la nominación al premio "Innovación" de la versión 34° (2023) del Premios del Sindicato de Productores de Estados Unidos.

## Críticas
Julian Marszalek de Classic Rock lo calificó con tres estrellas de cinco y lo calificó como "un álbum que plantea más preguntas de las que ofrece respuestas". Marszalek también encontró que el álbum ofrece resultados mixtos.
Gianluca Faliero de Parkett escribió que no es una de las mejores composiciones de Jarre.
Shrey Kathuria de The Quietus describe Oxymore como "un disco que entrelaza hábilmente composiciones oscuras y tensas y ofrece una resolución inquietantemente curiosa, como el final de los mismos juegos de computadora que tan hábilmente emula".

## Formatos y lísta de temas
Oxymore fue lanzado en CD, doble vinilo y digital en mezclas estéreo, binaural, 5.1 y Dolby Atmos. El producto físico también incluye un código para acceder al máster binaural de la más alta calidad.
| Lista de temas de Oxymore |                      |          |  |
| N.º                       | Título               | Duración |  |
| 1.                        | «Agora»              | 1:34     |  |
| 2.                        | «Oxymore»            | 4:45     |  |
| 3.                        | «Neon Lips»          | 4:27     |  |
| 4.                        | «Sonic Land»         | 6:01     |  |
| 5.                        | «Animal Genesis»     | 5:46     |  |
| 6.                        | «Synth Sisters»      | 3:20     |  |
| 7.                        | «Sex in the Machine» | 5:45     |  |
| 8.                        | «Zeitgeist»          | 3:06     |  |
| 9.                        | «Crystal Garden»     | 4:09     |  |
| 10.                       | «Brutalism»          | 4:41     |  |
| 11.                       | «Epica»              | 5:25     |  |
| 49:02                     |                      |          |  |